# Zoroaster (schip, 1878)
De Zoroaster was de eerste olietanker ter wereld.
Het idee voor het tankschip was van Ludvig Nobel. Nobel had via zijn bedrijf Branobel van 1880 tot 1920 grote belangen in de olie-industrie in Azerbeidzjan. Hij had efficiënte schepen nodig om de geraffineerde producten vanuit het diepe zuiden van Rusland naar de klanten in Sint-Petersburg te brengen. Voor de komst van het schip werden de olieproducten vervoerd in vaten van hout, dat inefficiënt en duur was. De vaten gingen van Bakoe naar Astrachan en vandaar verder over de Wolga naar het noorden en het laatste deel van de reis ging per trein.
Het schip is gebouwd in 1878 bij scheepswerf van Motala in Norrköpingin Zweden. Eenmaal gereed werd het schip via het via Ladogameer, Onega, Wolga-Baltische waterweg en de Wolga naar de Kaspische Zee getransporteerd. Daar ging het schip kerosine vervoeren van Bakoe naar Astrachan. Het schip was 56 meter lang en had twee tanks met een capaciteit van 242 ton. Het schip had 21 verticale waterdichte schotten voor extra stabiliteit. De motoren bevonden zich midscheeps.
Er zijn nog twee zusterschepen gebouwd, waarvan er één, Nordenskjöld ontplofte bij een ongeval in 1881. Het zusterschip Buddha is wel lang in de vaart gebleven.